# Oleiros (Salvatierra de Miño)
Oleiros es una parroquia del municipio pontevedrés de Salvatierra de Miño (Galicia, España).
Su patrona es Santa María, a quien está dedicada su iglesia.

## Fiestas
Domingo de Pascoa
Santa Columba (1 de enero)
Festa do Viño artesanal (1º domingo de agosto)